# Persone di nome William/Pittori
| Questa pagina contiene informazioni ricavate automaticamente dalle voci biografiche con l'ausilio del template Bio e di un bot. L'aggiornamento è periodico e automatico e ricostruisce completamente la pagina. Se manca una persona in questa lista, sei pregato di non aggiungerla, ma accertati piuttosto che la sua voce biografica contenga il template Bio e che i dati anagrafici siano correttamente compilati. Se il template Bio manca, inseriscilo tu stesso o, in alternativa, metti l'avviso {{tmp\|Bio}} che ne segnala la mancanza. Se i dati riportati sono sbagliati, correggi direttamente la voce biografica; le modifiche saranno visibili in questa lista entro pochi giorni. Per chiarimenti vedi il progetto antroponimi. La lista contiene solo le 56 persone che sono citate nell'enciclopedia e per le quali è stato implementato correttamente il template Bio. Pagina aggiornata al 16 ott 2024. |

Questa è una lista di persone presenti nell'enciclopedia che hanno il nome William e sono pittori.

## A(5)
- William Albert Ablett, pittore francese (Parigi, n. 1877 - Parigi, † 1936)
- William Absolon, pittore e decoratore britannico (Great Yarmouth, n. 1751 - Great Yarmouth, † 1815)
- William Alexander, pittore e illustratore inglese (Maidstone, n. 1767 - Maidstone, † 1816)
- William Allan, pittore scozzese (Edimburgo, n. 1782 - Edimburgo, † 1850)
- William Artaud, pittore britannico (Londra, n. 1763 - Londra, † 1823)

## B(6)
- William Baziotes, pittore statunitense (Pittsburgh, n. 1912 - New York, † 1963)
- William Bell Scott, pittore e poeta scozzese (Edimburgo, n. 1811 - Penkill Castle, † 1890)
- William Billingsley, pittore e imprenditore inglese (Derby, n. 1758 - † 1828)
- William Boxall, pittore britannico (Oxford, n. 1800 - Londra, † 1879)
- William Bradley, pittore e incisore statunitense (Boston, n. 1868 - La Mesa, † 1962)
- William Brockedon, pittore, scrittore e inventore britannico (Totnes, n. 1787 - Londra, † 1854)

## C(4)
- William Frank Calderon, pittore inglese (Londra, n. 1865 - Seaton, † 1943)
- William Catellani, pittore e incisore italiano (Montecchio Emilia, n. 1920 - Montecchio Emilia, † 2013)
- William Merritt Chase, pittore statunitense (Niveneh, n. 1849 - New York, † 1916)
- William Congdon, pittore statunitense (Providence, n. 1912 - Milano, † 1998)

## D(4)
- William Davis, pittore irlandese (Dublino, n. 1812 - † 1873)
- William Degouve de Nuncques, pittore belga (Monthermé, n. 1867 - Stavelot, † 1935)
- William Dobson, pittore inglese (Londra, n. 1610 - Londra, † 1646)
- William Dyce, pittore e docente scozzese (Aberdeen, n. 1806 - Londra, † 1864)

## E(1)
- William Etty, pittore britannico (York, n. 1787 - † 1849)

## F(1)
- William Powell Frith, pittore britannico (Aldfield, n. 1819 - Londra, † 1909)

## G(3)
- Gilbert Gaul, pittore e illustratore statunitense (Jersey City, n. 1855 - Ridgefield Park, † 1919)
- William Girometti, pittore italiano (Milano, n. 1924 - Bologna, † 1998)
- William Glackens, pittore statunitense (Filadelfia, n. 1870 - Westport, † 1938)

## H(7)
- William Hamilton, pittore inglese (Chelsea, n. 1751 - Londra, † 1801)
- William Michael Harnett, pittore irlandese (Clonakilty, n. 1848 - New York, † 1892)
- William Stanley Haseltine, pittore e disegnatore statunitense (Filadelfia, n. 1835 - Roma, † 1900)
- William Hoare, pittore e incisore inglese (Eye, n. 1707 - Bath, † 1792)
- William Hogarth, pittore e incisore inglese (Londra, n. 1697 - Londra, † 1764)
- William Holman Hunt, pittore inglese (Londra, n. 1827 - Londra, † 1910)
- William Morris Hunt, pittore statunitense (Brattleboro, n. 1824 - Appledore Island, † 1879)

## J(1)
- William Henry Jackson, pittore e fotografo statunitense (Keeseville, n. 1843 - New York, † 1942)

## K(2)
- William Kent, pittore, decoratore e architetto britannico (Bridlington - Londra, † 1748)
- Thomas Kinkade, pittore e illustratore statunitense (Sacramento, n. 1958 - Monte Sereno, † 2012)

## L(1)
- William Laparra, pittore francese (Bordeaux, n. 1873 - Valle de Hecho, † 1920)

## M(4)
- William Brown Macdougall, pittore, incisore e illustratore scozzese (Glasgow, n. 1868 - Loughton, † 1936)
- William Marlow, pittore britannico (Southwark, n. 1740 - Twickenham, † 1813)
- William McGregor Paxton, pittore statunitense (Baltimora, n. 1869 - Newton, † 1941)
- William Mosman, pittore scozzese (Aberdeen, † 1771)

## N(1)
- William Nicholson, pittore britannico (Nottinghamshire, n. 1872 - Oxfordshire, † 1949)

## O(3)
- William Oliver, pittore britannico (n. 1823 - † 1901)
- William Quiller Orchardson, pittore scozzese (Edimburgo, n. 1832 - Londra, † 1910)
- William Orpen, pittore irlandese (Stillorgan, n. 1878 - Londra, † 1931)

## P(3)
- William Pars, pittore inglese (Londra, n. 1742 - Roma, † 1782)
- William Paxton, pittore canadese (Port Perry, n. 1873 - † 1965)
- William Lamb Picknell, pittore statunitense (Hinesburg, n. 1853 - Marblehead, † 1897)

## R(4)
- William Bruce Ellis Ranken, pittore scozzese (Edimburgo, n. 1881 - Londra, † 1941)
- William Raphael, pittore canadese (Nakel, n. 1833 - Montreal, † 1914)
- William Trost Richards, pittore statunitense (Filadelfia, n. 1833 - † 1905)
- William Charles Ross, pittore e miniaturista inglese (Londra, n. 1794 - Londra, † 1860)

## S(2)
- William Simpson, pittore scozzese (Glasgow, n. 1823 - † 1899)
- William Soncini, pittore e scultore italiano (Mezzani, n. 1913 - Pisa, † 1997)

## T(1)
- William Turner, pittore e incisore inglese (Londra, n. 1775 - Chelsea, † 1851)

## U(1)
- William Utermohlen, pittore statunitense (South Philadelphia, n. 1933 - Londra, † 2007)

## W(1)
- William James Webbe, pittore e illustratore britannico (n. 1830 - † 1904)

## Z(1)
- William Zorach, pittore e scultore statunitense (Eurburg, n. 1887 - Bath, † 1966)